# Trận Vuhledar

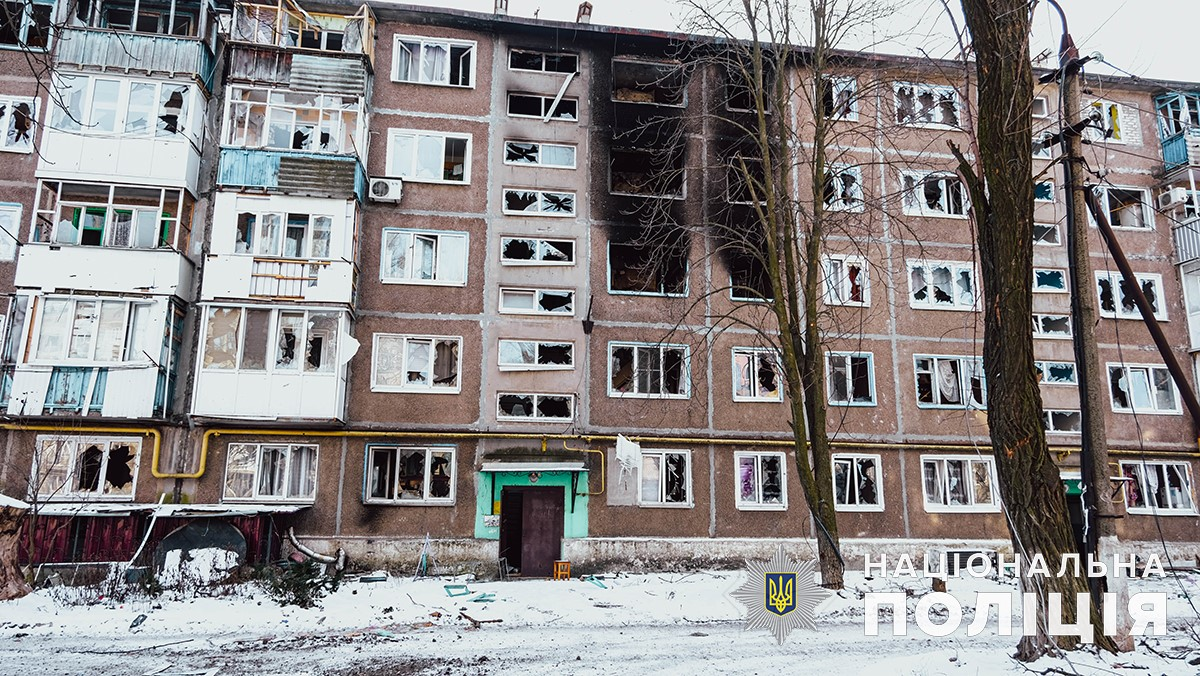
Một tòa nhà đổ nát ở Vuhledar

Trận Vuhledar là một phần của chiến sự tại mặt trận Donbas trong cuộc xâm lược Ukraina của Nga, diễn ra xung quanh thị trấn Vuhledar ở phía tây tỉnh Donetsk, gần đường tiếp xúc trước cuộc xâm lược giữa Ukraine và Cộng hòa Nhân dân Donetsk tự xưng. Trận chiến kết thúc với thắng lợi cuối cùng của quân Nga dù kết cục Nga phải trả một cái giá rất đắt bằng thiệt hại nặng nề về người và phương tiện do sai lầm chiến thuật với những đợt tấn công khi quân Nga đã nướng hàng đống xe tăng của mình trong lúc nghênh ngang hành tiến vào trận địa phòng thủ của quân Ukraina. Đợt 1 của trận huyết chiến này diễn ra vào 24 tháng 1 đến 15 tháng 2 năm 2023 với kết quả là lực lượng lính thủy đánh bộ của Nga bị thiệt hại nặng. Đợt 2 diễn ra vào tháng 3 năm 2023 mà các chỉ huy Ukraina đã mô tả đó là trận chiến xe tăng lớn nhất trong cuộc chiến tranh Nga-Ukraina cho đến nay. Đợt 3 từ tháng 7 năm 2023 với kết quả là quân đội Ukraina buộc phải rút lui khỏi Vuhledar.
Cuộc tấn công chính diện đầu tiên kết thúc bằng chiến thắng vang dội của phía Ukraina. Bắt đầu bằng một cuộc tấn công của Nga đã được bắt đầu nhằm vào tuyến phòng thủ của Ukraine trong tuần thứ hai của tháng 2 năm 2023. Vào ngày 8 tháng 2 năm 2023, một cuộc tấn công của xe tăng, xe chiến đấu bộ binh (IFV) và bộ binh đã thất bại với tổn thất lớn, trong đó có việc mất gần 30 xe bọc thép, phương tiện IFV và xe tăng. Quân đội Ukraina thông báo gần như toàn bộ Lữ đoàn 155 của Thủy quân lục chiến Nga đã bị tiêu diệt và Nga mất 130 đơn vị thiết bị, trong đó có 36 xe tăng. Trong cùng một thông báo, họ cũng tuyên bố rằng phía Nga đã mất 150-300 lính thủy đánh bộ thiệt mạng mỗi ngày trong trận chiến. Tướng Rustam Muradov, chỉ huy của Quân khu phía Đông và của cuộc tấn công Vuhledar đã bị chỉ trích vì không đạt được mục tiêu.
Sau đó, Nga vẫn liên tục tổ chức các cuộc tấn công quy mô nhỏ tiếp tục xung quanh Vuhledar. Đến tháng 10 năm 2024, quân Nga sau khi chiếm các làng lân cận đã tổ chức tấn công qua hai phía của thành phố, bao vây và cuối cùng chiếm thành phố. Vào ngày 1 tháng 10 năm 2024, người đứng đầu Cơ quan quản lý quân sự tỉnh Donetsk là Vadym Filashkin, báo cáo rằng quân đội Nga đang chiến đấu ở trung tâm thành phố. Thành phố  Vuhledar đã bị chiếm vào cùng ngày 01 tháng 10 năm 2024. Nhóm lực lượng Khortytsia của Ukraina đã tuyên bố rút quân vào ngày hôm sau, ngày 2 tháng 10 năm 2024, Chỉ huy Lữ đoàn 123 Ukraine bảo vệ Vuhledar, Ihor Hryb được báo cáo đã tử vong, một cuộc điều tra đã được tiến hành để xác định nguyên nhân cái chết của ông, được báo cáo sơ bộ cho biết ông này đã tự tử. Bộ Quốc phòng Nga chính thức tuyên bố chiếm được thành phố Vuhledar vào ngày 3 tháng 10 năm 2024.

## Chiến sự

### Tháng 3-11/2022
Giao tranh xung quanh Pavlivka và các khu định cư quanh Vuhledar, tiếp cận thành phố vào thời điểm đầu tháng 3 năm 2022, lực lượng Ukraina lúc này đang gặo khá nhiều bất lợi, dẫn đến việc họ rút lui khỏi Volnovakha và thiết lập các vị trí mới ở quanh Vuhledar. Vào ngày 14 tháng 3, quân đội Ukraina báo cáo đẩy lùi một cuộc tấn công của Nga gần Pavlivka nhằm đợt phá về hướng Vuhledar. Vào ngày 6 tháng 4, quân Nga pháo kích Vuhledar, đạn pháo rơi vào trung tâm cứu trợ làm 4 người chết và 4 người khác bị thương.
Vào ngày 3 tháng 5, 3 dân thường thiệt mạng do pháo kích của quân Nga. Vào ngày 11 tháng 6, 1 binh sĩ Ukraina thiệt mạng do pháo kích của Nga.
Vào ngày 21 tháng 6, quân đội Ukraina tổ chức phản công, tái chiếm Pavlivka. Theo Ukraina, phe đối địch có 150, bao gồm cả thủy quân Nga, đã bị giết tới ''hàng tá'' và 10 bị bắt giữ, trong đó bao gồm của quân ly khai. Vào ngày 10 tháng 8, quân Nga pháo kích Vuhledar.
Vào ngày 27 và ngày 28 tháng 8, quân đội Nga tấn công theo hướng Pavlivka và Prechystivka, tuy nhiên hai hướng tấn công này đã bị đẩy lùi. Vào ngày 21 tháng 9, quân đội Nga pháo kích Vuhledar. Vào ngày 28 tháng 9, quân đội Nga tấn công Pavlivka nhưng đợt tấn công bị đẩy lùi.

### Từ 28/10/2022-24/1/2023
Đây là giai đoạn Nga chiếm Pavlivka, tiến về thành phố Vuhledar. Vào đêm ngày 28 và ngày 29 tháng 10, các đơn vị Nga ở các vị trí từ các làng Yehorivka và Mykilske tấn công quân đội Ukaina gần Pavlivka và theo báo cáo đã xuyên thùng tuyến phòng thủ tại khu định cư này, tiến vào ngoại ô đông nam của làng. Một trung đội thuộc Lữ đoàn Thủy quân Lục chiến số 155 đã hứng chịu 40 người chết và 8 bị thương nặng rút lui trong cuộc tấn công làng này cuối tháng 10 năm 2022. Vào ngày 31 tháng 10, blogger người Nga nói rằng một nửa Pavlivka đã bị chiếm. Daniil Beznosov, một quan chức của phe ly khai Donetsk (DPR), cho biết chiến dịch tấn công Pavlivka và Novomykhailivka có mục đích là để bao vây lực lượng phòng thủ bên trong Vuhledar.
Vào ngày 2 tháng 11, các blogger Nga báo cáo giao tranh đang diễn ra gần Vuhledar và Pavlivka ''chậm nhưng không dừng lại''. Vào ngày 4 tháng 11, nhà báo David Axe của tờ Forbes có nói rằng Lữ đoàn Thủy quân Lục chiến số 155 và 40 đang hứng chịu 300 thương vong trong khi cố gắng tấn công Pavlivka. Quân đội Nga tiếp tục tấn công cơ sở hạ tầng Vuhledar vào ngày 2 tháng 12 với tên lửa và drone Shaded-136. Vào ngày 20 tháng 12, một cuộc tấn công của Nga vào Vuhledar giết chết 1 dân thường. Theo Nazarii Kishak, một chỉ huy của Lữ đoàn số 72 Ukraina, trên tiến tuyến Vuhledar, đơn vị của ông, Tiểu đoàn số 28, đã giết 11 lính Nga trong ngày 26 tháng 12, so với con số 400 trong tháng trước. Một chi huy khác thắc mắc về tính ổn định của tuyến phòng thủ ở Vuhledar khi mà bác sĩ tại khu vực nhận tới 60 thương vong mỗi ngày. Trong tháng 12, lực lượng lính đánh thuê Patriot cũng được nhìn thấy lần đầu gần Vuhledar.

### Từ 24/1-15/2/2023
Gia đoạn trận đánh chính ở Vuhledar, Ukraina phản công đẩy lùi quân Nga ra khỏi thành phố. Vào đêm ngày 24 tháng 1, cuộc tấn công lớn nhất về hướng Vuhledar bắt đầu. Chỉ sau đêm đó, vào ngày 25 tháng 1, tuyến phòng thủ đầu tiên của quân đội Ukraina bị xuyên thủng, buộc họ phải rời bỏ Pavlivka và rút về Vuhledar. Phát ngôn viên của DPR, Daniil Bezsonov, nói rằng Tiểu đoàn Kasad và Lữ đoàn Thủy quân Lục chiến số 155 đã tham gia trong cuộc tấn công. Các cuộc giao tranh tiếp diễn trong ngày 25 tháng 1 nhưng theo Bộ Quốc phòng Anh thì những cuộc tấn công này không giúp quân Nga giành được hay giữ được bất kỳ chỗ đứng nào trong thành phố.
Vào ngày 26 tháng 1 năm 2023, 58 trận đánh đã diễn ra gần Vuhledar, 322 lần quân Nga bắn phá thành phố, theo ông Serhii Cherevatyi, Chỉ huy Quân khu Miền Đông. Trong cùng ngày, quân đội Ukraina đẩy lùi 1 cuộc tấn công ở phía tây Vuhledar, giết chết 109 lính Nga và làm bị thương 188. Cùng ngày hôm đó, Eduard Lobau, tình nguyên viên và nhà hoạt động người Belarus, hy sinh ở Vuhledar.
Vào ngày 27 tháng 1 năm 2023, quân đội Nga tấn công Vuhledar với hệ thống TOS-1. Những ngày tiếp theo, Lực lượng Nga hứng chịu thêm nhiều thương vong, Lữ đoàn số 155 phải rời đi để tái bổ sung quân số.
Đầu tháng 2 năm 2023, các đoạn video cho thấy một nhóm xe cơ giới Nga bị tiêu diệt gần Vuhledar.
Vào ngày 6 tháng 2, 30 xe tăng và thiết bị hạng nặng của Nga bị phá hủy trong cuộc tấn công bởi pháo binh Ukraina. Theo một cuộc phỏng vấn của RFE/RL với người thân của những người lính bị giết ở Vuhledar trong cuộc tấn công ngày 6 tháng 2, cho thấy họ hầu hết là người Tatar, thuộc Tiểu đoàn Alga. Thị trưởng Vuhledar, ông Maksym Verbovsky, cho biết Nga đang cố gắng bao vây Vuhledar, thành công tiến quân tới những làng quanh thành phố dù đã bị đẩy lùi bởi tuyến phòng thủ tại khu vực.
Các cuộc tấn công của quân đội Nga tiếp diễn vào tuần thứ hai của tháng 2, với cuộc tấn công quy mô lớn vào ngày 8 tháng 2 bị bẻ gãy, dấn đến kết quả gần 30 thiết bị tham chiến bị phá hủy. Quân đội Ukraina cũng tuyên bố sự hủy diệt hoàn toàn của Lữ đoàn số 155 và sự hủy diệt của 130 thiết bị quân sự khác, gồm 36 xe tăng. Trong tuyên bố đó họ cũng nói rằng có 150 đến 300 lính thủy đánh bộ Nga mất mạng mỗi ngày trong trận đánh. Chỉ huy Rustam Muradov, chỉ huy của Quân khu miền Đông, cho biết chiến dịch Vuhledar đã thất bại.

### Từ tháng 2/2023-7/2024
Đây là giai đoạn chiến sự xung quanh thành phố 

#### Năm 2023
Kể từ khi các đợt tấn công chính vào Vuhledar thất bại, Nga vẫn tiếp tục các cuộc tấn công nhỏ dù không thay đổi được lãnh thổ kiểm soát xung quanh khu vực của thành phố. Tới cuối tháng 2, tổn thất về nhân mạng và thiết bị cơ giới của Nga đã là rất lớn kể từ khi Nga bắt đầu chiến dịch tấn công Vuhledar. Vào tháng 3, Bộ Quốc phòng của Vương quốc Anh cho rằng chính quyền quân sự Nga vẫn chưa từ bỏ ý định chiếm Vuhledar, và một chiến dich tấn công thứ hai vào thành phố là có thể xảy ra.
Vào ngày 14 tháng 3, quân đội Ukraina tại Vuhledar thu được một quyển cập nhật quân số của tiểu đoàn tấn công của một chỉ huy ẩn danh. Theo quyển sách này cho biết, vào ngày 2 tháng 3, 100 binh sĩ Nga tấn công nhưng chỉ có 16 sống sót; vào ngày 4 tháng 3 có 116 tấn công nhưng chỉ có 23 trở về; cùng ngày có 103 binh sĩ Nga rời nơi trú ẩn để tấn công, chỉ 15 sống sót; ngày hôm sau, tức ngày 5 tháng 3, 15 trở về sau khi tấn công trong số 115 rời vị trí hôm đó.
Vào ngày 15 tháng 4, Oleksandr Tarnavskyi đăng lên mạng ảnh của 4 thiết bị cơ giới Nga bị phá hủy gần Vuhledar.
Vào ngày 21 tháng 4, Valerii Zaluzhnyi, Tổng tư lệnh Lực lượng Vũ trang Ukraina, đã miêu tả cách Lữ đoàn số 35 và 56 đánh bại cuộc tấn công của Lữ đoàn số 155, bắt giữ 20 lính thủy Nga trong cuộc phản công sau đó.
Giữa ngày 26 và ngày 28 tháng 4, quân đội Ukraina phá hủy 4 xe T-72 và T-80 gần  Nevel's'ke, cách Vuhledar 20 dặm về phía Nam.
Vào ngày 2 tháng 10, Lữ đoàn số 155 tấn công Vuhledar, đợt tấn công này bị Lữ đoàn số 72 bẻ gãy, khiến cho họ phải hứng chịu tổn thất 60 phương tiện chiến đầu (gồm T-72B3 và T-80BV) và thương vong tới 1000 binh sĩ so với 17 phương tiện chiến đấu trong cùng ngày Ukraina mất.

#### Năm 2024
Vào ngày 10 tháng 3, quân Nga tiếp tục tấn công Vuhledar nhưng bị đẩy lùi, thiết bị cơ giới bị phá hủy và hư hại. Vào ngày 4 tháng 5, Lữ đoàn Xe tăng số 5, Lữ đoàn số 37 và Lữ đoàn số 40 tấn công Vuhledar, đợt tấn công này bị bẻ gãy với tổn thất là 32 thiết bị hư hại hoặc phá hủy. Vào ngày 28 tháng 6, Lữ đoàn số 72 đánh bật đợt tấn công của Nga; làm hư hại hoặc phá hủy 16 xe T-80, 34 xe chiến đấu bộ binh, 19 xe mô tô, làm bị thương hoặc giết 800 lính Nga. Vào ngày 17 tháng 7 năm 2024, quân Nga tiến quân về phía đông Vodiane.
Vào khoảng thời gian tháng 7, quân Nga sử dụng xe mô tô để tấn công vị trí của quân đội Ukraina nhưng thất bại, khiến 19 chiếc xe thế này bị phá hủy. Vào ngày 11 tháng 8, quân Nga tiếp tục tiến về Vodiane theo hướng đông nam.

### Cuối tháng 8-1/10/2024
Gia đoạn nỗ lực mới của Nga ở Vuhledar, Vuhledar sụp đổ. Vào thời điểm cuối tháng 8 năm 2024, quân đội Nga bắt đầu các nỗ lực mới ở Vuhledar, với sự gia tăng các đợt công phá bằng pháo binh và bom, và sự gia tăng của các cuộc tấn công cơ giới về hướng thành phố. Lữ đoàn Cơ giới số 72, đơn vị phòng thủ Vuhledar trước đợt tấn công năm 2023, cho biết các cuộc tấn công theo hướng Vuhledar là ''khốc liệt nhất và tập trung hỏa lực mạnh nhất trong hơn một năm''. Các nỗ lực này của Nga được cho là đã giúp họ chiếm được một số vị trí quanh Khu mỏ số 1 ở đông bắc Vuhledar vào thời điểm 1/9, theo Nga tuyên bố. Vào ngày 3 tháng 9 năm 2024, quân Nga tuyên bố đã chiếm được khu định cư Prechystivka, tây Vuhledar, sau khi đơn vị của quân đội Nga tiến vào làng trong một cuộc tấn công và được cho là đã tiến vào Vodiane. Theo các nguồn Nga, các bước tiến này là nỗ lực của Nga để bao vây quân đội Ukraina ở Vuhledar.
Vào ngày 8 tháng 9 năm 2024, quân Nga tuyên bố đã chiếm được khu định cư Vodiane, giúp họ tiến xa hơn về đông bắc Vuhledar. Vào ngày 22 tháng 9 năm 2024, quân Nga tiếp tục gia tăng các cuộc tấn công, thiết lập chỗ đứng ở cửa ngõ thành phố và xung quanh thành phố. Vào thời điểm này, Lữ đoàn số 72 của Ukraina đã bị bao vây 3 mặt và bắt đầu rút về các vị trí khác do tình hình đã tồi tệ hơn cho họ. Quân đội Nga trong nhiều ngày tiếp theo tiếp tục các cuộc tấn công và không kích lên thành phố.
Các bước tiến của quân Nga xung quanh Vuhledar theo hướng Đông Bắc (Prechystivka) và hướng Bắc (Pavlivka) tiếp tục gây thêm sức ép lên hàng phòng thủ của quân đội Ukraina tại thành phố khi mà quân Nga trong ngày 30 tháng 9 đã tiến vào phía Tây thành phố, giao tranh vơi lực lượng Ukriana đã diễn ra ở trung tâm thành phố. Nhằm làm giảm sức ép và sự suy yếu của Lữ đoàn số 72, Lữ đoàn Phòng vệ Lãnh thổ số 123 đã được gửi đến khu vực để cải thiện tình hình. Vào ngày 1 tháng 10 năm 2024, quân Nga giao chiến với quân đội Ukraina bên trong trung tâm thành phố, theo Vadym Filashkin, người đứng đầu của Chính quyền Quân sự tỉnh Donetsk. Cùng ngày với thông báo thì thành phố đã bị chiếm. Sang ngày hôm sau, ngày 2 tháng 10, Nhóm Khortytsia đã thông báo về sự rút lui của lực lượng phòng thủ khỏi Vuhledar. Cùng ngày, Ihor Hryb, chỉ huy của Lữ đoàn số 123 phòng thủ ở Vuhledar, đã thiệt mạng, một cuốc điều tra đã được tiến hành nhằm tìm hiểu nguyên nhân.  Vào ngày 3 tháng 10 năm 2024, Bộ Quốc phòng Liên bang Nga tuyên bố Vuhledar đã được chiếm giữ.

## Chiến thuật
Nga đang sử dụng cái gọi là chiến thuật Zhukov gần Vuhledar là tấn công theo từng đợt, với một trung đội lên tới 30 người, được xe bọc thép yểm trợ xông lên phía trước tấn công trực diện vào đối phương ở một địa hình rộng mở. Trong một trận chiến kéo dài, cả 2 bên đều đưa xe tăng vào cuộc. Đội hình xe tăng của Nga rầm rộ chạy trên những con đường đất, di chuyển quanh các hàng cây, tấn công theo đội hình hàng dọc. Về phía Ukraine, họ cơ động phòng thủ rồi tung đòn tấn công từ xa hoặc từ nơi ẩn náu khi các đoàn xe tăng của Nga đi qua. Quân Nga tiến công theo hàng, trong khi quân Ukraine cơ động phòng thủ, bắn từ xa hoặc từ những nơi ẩn nấp khi quân Nga nằm trong tầm quan sát của họ. Quân đội Ukraine đã sử dụng hệ thống rải mìn từ xa RAAM và mìn chống tăng TM-62 để tạo ra các trận địa phục kích xung quanh Vuhledar. Những bãi mìn này đã tạo ra khó khăn cho lực lượng thiết giáp của Nga, buộc họ phải sử dụng các xe tăng T-80 với lưới kéo mìn để dọn dẹp. Khi đoàn xe quân sự của Nga cố gắng đi qua bãi mìn, các UAV trinh sát của Ukraine sẽ xuất phát để tìm kiếm thông tin. Sau khi xác định được chính xác vị trí của đối thủ, pháo binh Ukraine sẽ khai hỏa liên tục để làm rối loạn đội hình. Khi những xe tăng đầu tiên bị bắn trúng, các phương tiện còn lại sẽ rút lui theo nhiều hướng khác nhau và trúng phải số mìn chống tăng đã chôn sẵn. Việc sử dụng UAV giám sát theo thời gian thực đã đem lại lợi thế rất lớn cho Ukraine. Các UAV này giúp cho pháo binh của bên phòng thủ có thể đưa ra quyết định tập kích vào thời điểm thích hợp, đồng thời tránh việc bị lộ vị trí Sau sự thất bại trong việc chiếm Vuhledar, Nga tiếp tục sử dụng nhiều bệ phóng tên lửa và pháo kích không chỉ tiền tuyến và Vuhledar mà còn cả các khu vực xung quanh. Nga liên tục bắn phá tất cả khu định cư bằng vũ khí cỡ nòng lớn

## Thiệt hại
Khi mọi việc kết thúc, Nga không những không chiếm được Vuhledar mà còn mắc phải một sai lầm to lớn khiến Moscow phải trả giá bằng hàng trăm xe tăng và xe bọc thép, họ đã lọt vào trận địa phục kích của đối phương, các cuộc tấn công của Nga đã không đạt được hiệu quả như mong đợi khi tuyến phòng thủ của Ukraine ở Vuhledar hiện vẫn đứng vững. Quân đội Nga cũng đã gặp phải nhiều thiệt hại nặng nề. Quân đội Ukraine được cho là đã giành thắng lợi trong trận chiến xe tăng ở Vuhledar nhờ áp dụng một chiến thuật linh hoạt với sự tham gia của mìn chống tăng, pháo binh và máy bay không người lái (UAV) trinh sát. Bên cạnh số khí tài bị bắn hạ, Lữ đoàn thủy quân lục chiến số 155 của Nga cũng mất khoảng 5.000 quân trong chiến dịch này, buộc phải tiến hành tái tổ chức và bổ sung lực lượng tới 3 lần. Đến hơn 1 tháng sau thì phía Nga đổi chiến thuật, chỉ huy đơn vị súng máy thuộc lữ đoàn cơ giới riêng biệt số 72 của Ukraine cho biết Vuhledar đã bị "san bằng hoàn toàn" sau một loạt cuộc pháo kích dữ dội của lực lượng Nga.